# Manihot triphylla
Manihot triphylla är en törelväxtart som beskrevs av Johann Baptist Emanuel Pohl. Manihot triphylla ingår i släktet Manihot och familjen törelväxter. Inga underarter finns listade i Catalogue of Life.